# Dublin Football Club
Dernière mise à jour : 4 octobre 2010.
Le Dublin Football Club est un club de football Uruguayen basé dans la ville de Montevideo actif essentiellement entre 1900 et 1930. Dublin a participé pendant 13 saisons, de 1908 en football à 1923 au championnat d'Uruguay de football atteignant trois fois la quatrième place de la compétition.
Le Dublin  Football Club a participé à une tournée au Brésil en 1917 et 1918. L’équipe rencontre le Botafogo de Futebol e Regatas. Puis Dublin affronte deux fois l’équipe du Brésil de football. Le 7 janvier 1917, le match se conclut sur un score nul et vierge, 0 à 0. Le deuxième match a lieu le 27 janvier 1918 et se dispute à Rio de Janeiro. Il se solde par la victoire de Dublin sur le Brésil par 1 but à 0.

## Palmarès
- Championnat d’Uruguay Intermedia (équivalent de la deuxième division)
  - Vainqueur en 1915